# 3525 Paul
3525 Paul (1983 CX2) là một tiểu hành tinh vành đai chính được phát hiện ngày 15 tháng 2 năm 1983 bởi Norman G. Thomas ở Flagstaff (AM).